# 비무장 지대

한반도 비무장 지대 지도

비무장 지대(非武裝地帶, demilitarized zone, DMZ, DZ)는 전쟁, 분쟁 상태 혹은 정전 상태에 있는 둘 이상의 국가(또는 군사 세력, 동맹) 사이에 평화 조약, 휴전 협정 등에 의해서 설치된 군사 활동이 허용되지 않는 지역이다. 대부분 사실상의 국경인 정전 라인(군사 분계선) 주변에 설치된다. 비무장 중립 지대, 중립 지대(Neutral Zone)라고도 한다,
비무장지대에는 군대 주둔이 불가능하며, 무기 및 군사시설의 설치도 금지된다. 만약 비무장지대 설정 이전에 군사 활동이 진행되거나 설치된 것들이 있는 경우에는 철수 혹은 철거해야 한다.
비무장지대의 설정은 조약에 의해서 이루어진다. 국경선 군사경계선을 따라 설정되는 경우가 많지만 대상지역이 한정되지는 않는다. 국제연맹기에는 침략방지 수단으로서 이 설정이 권고되었다. 설정의 목적은 1. 국경분쟁과 같은 소규모 충돌의 방지에 의한 무력충돌로의 확대저지, 2. 관계국간의 신뢰양성 및 관계개선, 3. 항행의 안전학보가 있다.
국제기관에 의해 비무장지대를 감시하는 경우도 있다. 이스라엘ㆍ이집트간에 파견된 제2차 국제연합긴급군(UNEF Ⅱ)과 다국적군감시단(MFO)과 같은 제3자 기관이 비무장지대의 감시를 위해 파견되는 경우가 그 예이다.

## 국내 비무장지대

### 역사

#### 설정 배경

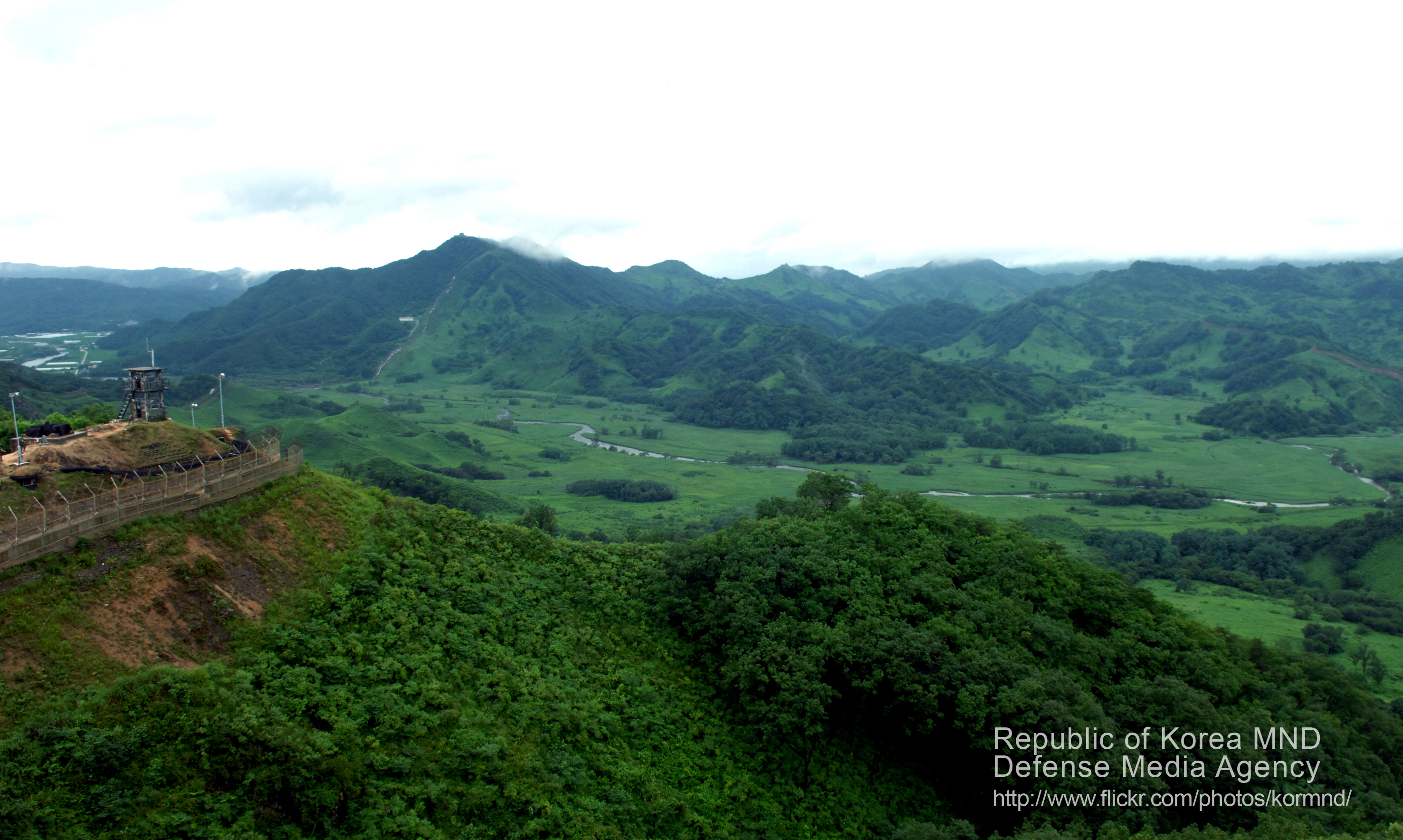
중부전선에서 바라본 비무장지대

한반도의 DMZ는 1950년 6월 25일 발발한 한국전쟁이 1953년 7월 27일 정전협정(Armistice Agreement)에 의해 휴전됨으로써 생겨났다. 한국전쟁이 종전(終戰) 아닌 정전(停戰)으로 마무리되고 육상의 군사분계선인 MDL(MilitaryDemarcation Line)을 중심으로 남북으로 각각 2km씩 양국의 군대를 후퇴시키기로 약속하면서 만들어진 지역이다. 임진강 하구인 경기도 파주시 정동리에서 동해안인 강원특별자치도 고성군 명호리까지 총 248km, 1,292개 표지판으로 이어져 있다. 국제법상의 제도인 DMZ는 비무장화, 일정한 완충 공간 존재, 군사력의 분리 또는 격리 배치, 감시기구 설치 등 4가지 요소로 구성되지만, 현재 한반도 DMZ와 그 일대는 세계에서 가장 중무장되어 첨예하게 대립하고 있는 것이 현실이다.
제2차 세계대전은 1945년 8월 15일 일본의 무조건 항복으로 종식을 선언한다. 전쟁은 끝났지만, 한반도는 잠시 해방의 기쁨을 맛봤을 뿐 더 복잡한 위기상황에 놓이게 된다.1945년 12월에 열린 미・영・소 3국의 모스크바 3상회의에서는 미소공동위원회를 설치하고 일정 기간 한반도를 신탁통치하는 문제에 관해 협의한다. 이로 인해 신탁통치 찬성파와 반대파로 분열되어 혼란에 빠졌던 한반도는이후 남과 북으로 나뉘어 남한은 1948년 8월 15일 대한민국 정부를, 북한은1948년 9월 9일 조선민주주의인민공화국을 수립한다.
막강한 군사력을 갖춘 북한은 남한을 해방시켜 통일을 성취한다는 명분으로1950년 6월 25일 한국전쟁을 일으킨다. 민족 간에 총부리를 겨눈 채 밀고밀리던 전쟁은 1951년 6월 30일 유엔군 총사령관 매슈 리지웨이가 공산군 측에 정전회담을 제의하면서 새로운 국면을 맞이했고, 회담 결렬과 재개를 반복한 끝에 1953년 7월 27일 유엔군 대표와 북한・중국 대표 간에 정전협정이체결되면서 남과 북 사이에 DMZ가 만들어져 끝내 통일이 아닌 분단의 상황을 맞이하고 만다.

#### 갈등과 대립
1960년대에 들어와 DMZ는 점차 중무장 지역으로 변했다. 북한은 북쪽 DMZ 안에 광범위한 요새진지를 구축하고 무장공비를 남파하는(1968년 1월 21일 일어난 무장공비의 청와대 습격 사건인 ‘1・21사태’) 무력 도발을 감행했으며 1976년 8월 18일에는 판문점에서 ‘도끼 만행 사건’을 일으켰다. 이후로도 북한은 도발을 멈추지 않고 정전감시기구(중립국감독위원회※) 무력화 마저 시도해, 자국 중립국감독위원회 소속 체코슬로바키아와 폴란드의 감독관들을1993년 이후 차례로 추방하는 조치를 취한다.

#### 평화적 이용을 위한 노력
비무장지대인 DMZ를 평화적으로 이용하기 위한 노력들은 냉전・탈냉전 시기를 불문하고 다양하게 시도되어 왔고 여전히 의미 있는 의견들이 제시되고 있다. 냉전 시기에 있었던 대표적 제안으로는 1971년 6월 12일의 ‘DMZ의 평화적이용’ 최초 제안(군사정전위원회), 1988년의 ‘DMZ 내 평화시 건설’ 제안을 들 수 있다. 이와 같은 제안들은 탈냉전 시기에 들어오면서 DMZ의 평화적 이용을 위한 구체적인 노력과 성과로 나타났다. 1991년의 ‘DMZ의 평화적 이용에 관한 남북 최초 합의(남북기본합의서)’ 도출, 1998년 시작된 금강산 관광, 2000년 6・15남북정상회담 이후 성사된 경의선 및 동해선 철도, 도로 연결, 2004년 12월 개성공단에서의 첫 제품 생산 등이 그 결실이다.

### 공간

#### 민통선지역
민통선(민간인통제선, CCL: Civillian Control Line)은 군사분계선으로부터 약 10km밖에 설정된 경계선을 말한다. 민통선과 군사분계선 사이 10km에 이르는 공간은 민간인통제구역으로, 민통선지역 또는 민북지역이라고 한다. 본래 민간인의 농사 행위를 규제하기 위한 귀농한계선으로 설정했던 것인데 국군의 임무가 휴전선 방어로 바뀌면서 허가받은 출입 영농과 입주 영농이 가능해졌다. 일반 민간인의 출입은 군 초소에서 여전히 통제하며, 실질적인 경계는 명확히 정해져 있지 않다.
민통선 마을은 1954년 민통선이 설정된 이후, 한국 정부가 민통선 북방 유휴지 개발 및 대북 심리전 효과 증진을 위해서 장병들과 영세민들을 이주시키며 조성된 지역이다. 민통선 마을은 파주 비무장지대 내 위치한 대성동 자유의 마을과 통제 보호구역에 위치한 파주 백연리 통일촌 외 8곳을 포함하여 총 10개 마을이 있다. 민통선 마을은 한때 112곳에 달했지만, 민통선이 3차례나 북상하면서 현재 10곳만이 남게 되었다. 민통선 마을에서는 주로 농업을 하며 DMZ 일원 천연기념물과 유적을 관광자원으로 활용하기도 한다.
민통선 마을은 전국 각지의 사람들을 이주시키며 조성한 마을이기 때문에 초기에는 문화적 차이로 갈등을 빚기도 했다. 세월이 지나면서 이질 문화가 서로 동화되고 흡수되며 마을만의 독특한 문화를 만들어 내기도 했다. 또한 주민들과 군인이 공존하는 지역으로 초기에는 군인과 주민의 관계가 다소 수직적인 관계였지만 차츰 주민의 권리가 인정되면서 수평적인 관계로 나아가고 있다.
민통선 마을은 설립유형에 따라 자립안정촌, 재건촌, 통일촌, 전략촌으로 구분할 수 있다. 시기와 위치, 구성원에 따라 설립 목적이 조금씩 달랐으나 현재는 그 개념이 희석되었다.

##### 대성동 자유의 마을(경기도 파주시 군내면 )
남한에서 유일하게 비무장지대(DMZ) 내에 있는 마을이다. 군사분계선 남쪽으로 500m 떨어져 있다. 6.25 전쟁 당시 피난 갔던 주민 일부가 귀향하며 마을이 만들어졌다. 국내 최고 높이 99.8m의 국기게양대가 설치돼 있고 가로 18m ‧ 세로 12m의 대형 태극기가 펄럭인다. 마을에서 2km가 채 되지 않은 곳에 북한의 ‘기정동 마을’이 있다. 기정동 마을 역시 대남선전 마을로 158m 게양대에 북한 인공기가 걸려있다. 전쟁 전 대성동 마을의 행정구역은 장단군 군내면 조산리였다. 1962년 행정구역이 개편되면서 현재는 파주시 군내면 조산리다.
대성동 마을은 정전협정 제10항에 의해 국제연합군사령관에서 관할했다. 2000년대 들어서며 판문점 경비 임무가 한국군으로 이양됐고 대성동 마을 관리 임무도 함께 넘어왔다. 하지만 대성동은 여전히 유엔사 민사규정이 우선한다. 따라서, 대성동 마을 주민은 대한민국 4대 의무 중 납세와 국방의 의무가 면제다.
현재 대성동 마을 주민의 생업에서 가장 큰 비중을 차지하고 있는 것은 논농사이다. 마을 전체의 논 면적은 약 52만㎡이고 쌀생산량은 연간 약 2,250톤이다. 이 외에도 콩, 팥, 고추 등을 재배하며 수입을 얻고 있다.

##### 백연리 통일촌(경기도 파주시 군내면)
1972년 5월 대통령의 적십자 전방사무소 순찰 시 “재건촌의 미비점을 보완한 전략적 시범농촌을 건설하라.”는 특별지시에 따라 이스라엘의 집단농장인 ‘키부츠’를 모델로 하여 1973년 8월 건립되었다. 제대군인 40세대와 실향민 40세대 총 80세대가 입주했다. 입주 당시, 약 200㏊ 경지가 제공됐으나 1982년 ‘수복지역 내 소유자 미복구 토지의 복구 등록과 보존 등기에 관란 특별 조치법’이 시행되면서 경작자인 백연리 주민과 원토지 소유자 간에 소유권 분쟁이 일기도 했다.
마을의 주변부에 도라전망대, 제3땅굴, 판문점 등 안보 관광지가 존재하며 덕진산성, 덕진당, 서곡리 고분벽화, 동파리마애불, 허준선생묘 등 유적지가 산재하고 있어서 관광객의 출입이 많다.
예로부터 기름진 옥토와 깨끗한 물과 공기로 이 지역에서 생산되는 쌀, 콩, 인삼은 장단 3백이라 하여 임금님께 진상되던 품목으로 파주시에서 특산품으로 지정하였다. 장단콩과 파주개성인삼을 지역 특산물로 재배하면서 안보 관광 마을로 거듭났다. 매년 11월에 ‘장단콩 축제’를 개최하고 파주개성인삼 축제가 열린다.

##### 동파리 해마루촌(경기도 파주시 진동면)
고(故) 김대중 대통령 때인 1998년 햇볕정책에 따라 다른 마을에 비해 뒤늦게 조성되었다. 실향민 1세대와 이 지역 연고자, 총 60가구가 입주했다. 6․25 당시 민간인 소개(疏開, 이리저리 분산시키는 것) 작전으로 고향을 떠났던 주민들이 돌아오면서 마을을 이루었다. 해 뜨는 마을이란 뜻의 지명 ‘동파리’를 우리말로 풀이해 마을 이름을 지었다. 장단군 진동면 동파리였으나 분단 이후 파주시에 편입됐다.
1세대 실향민을 대상으로 조상한 마을이어서 현재 고령화가 심각한 문제다. 동파리 인근에는 허준선생의 묘역, 신라 경순왕릉, 덕진산성, 마애사면석불 등 유적과 사적이 있어 고적 탐방에 적격인 장소다.
밭농사를 주로 하며 인삼과 콩을 재배한다. 이외에도 오이, 호박, 약초 등을 재배하여 수입을 얻고 있다.

##### 횡산리 마을(경기도 연천군 중면)
횡산리는 임진강 지류가 시작하는 곳에 위치하고 있는 마을로 횡산리라는 이름은 마을 북쪽에 있는 비끼산의 명칭을 따서 만들었다. 본래 연천현 북면 지역이였으나 1914년 중면에 편입되었다. 한국전쟁 후 수복되었고 남방한계선에 인접한 지역이라 처음엔 출입영농만 허락되어 1977년 10세대가 입주해 농사를 짓고 살았다. 토지 원 소유자들이 돌아오지 않아 갈 곳 없는 사람들과 제대군인들이 주로 들어와 살았다. 1986년 행정리로 승인되면서 41가구가 입주해 살기 시작했다.
안보관광의 명소인 태풍전망대가 인근에 있다. 북한 황강댐 무단 방류에 맞서기 위해 2006년 공사를 시작한 군남댐이 2010년 완공됐다. 마을 일부가 수몰되는 과정에서 주민이 이주하기도 했다.
우리나라 전체 율무생산의 70%를 생산하는 대표 율무생산지이다. 주로 임진강 주변의 산비탈을 개간하며 율무농사를 짓는다. 남방한계선 근처까지 개간하여 율무, 콩, 고추 같은 농사를 짓고 있다.

##### 양지리 마을(강원특별자치도 철원군 동송읍)
민통선 북방 유휴지 개발을 위해 조성된 마을로 초기에는 본인 소유의 땅이 3천 평 이상인 사람만 입주 가능했다. 입주 뒤 척박했던 땅을 개간해야 했던 것은 동일하나, 입주자 대부분이 자신의 경작지를 가지고 있기 때문에 다른 민통선 마을에서 보여지는 심각한 토지분쟁은 일어나지 않았다. 마을 남쪽에는 한탄강이 흐르고, 마을 주변에는 광활한 철원평야가 펼쳐져 있어 세계적으로 멸종위기에 처한 독수리, 두루미 등이 매년 이 지역에서 월동 한다. 지역 주민들은 철새마을 자원봉사대를 결성하여 철새 보호 운동에 앞장서고 있어 외부로부터 ‘철새마을’로 불리고 있다.
양지리는 해마다 겨울이면 철새들이 찾아오는 주요 철새도래지다. 먹이주기 행사 등 주민들이 앞장서 철새를 보호하며 철새마을을 만들어 가고 있지만, 민통선이 해제된 곳에 축사가 들어서며 수질오염과 악취를 유발하고 있다. 이로 인해 철새도래지는 물론 양지리 마을까지 위협받고 있다. 제2땅굴, 평화전망대, 노동당사가 주변에 있어 안보 관광이 활발하다.
오리 농법, 우렁이 농법과 같은 친환경 농법을 이용하여 주로 벼농사를 짓는다. 벼 이외의 기타 작물들은 소비할 만큼의 양만 소규모로 생산한다.

##### 이길리 마을(강원특별자치도 철원군)
이길리 마을은 정연리 마을에서 분리되어 나온 마을이다. 한국전쟁 이전 정연리 마을은 평강군에 속해 있었으나 1954년 10월 21일 ‘수복지구임시행정조치법’에 의거 행정권이 철원군에 이양되었다. 그 뒤 1972년 갈말읍에 편입되었고 1979년에 60여 가구가 분가해서 만든 마을이 이길리 마을이다. 버들골 마을이라고 불리기도 한다. 1996년 홍수로 마을이 모두 수몰되는 참사를 겪은 뒤 정연리 1, 2반이 기존 마을에서 북쪽 산기슭으로 이주하여 신정연리로 이름을 바꾸었다.
휴전선 트레킹, 농촌체험, 철새 탐조 등 마을 자체 프로그램을 운영하고 있다. 국립민속박물관과 강원도가 공동으로 주관해 2013년 1년 동안 마을 조사가 이뤄졌다. 마을역사, 생활상과 전통 등을 사진과 글로 기록해 마을박물관을 꾸몄다. 양지리와 더불어 두루미가 많이 찾아오는 곳으로 ‘두루미 자는 마을’로 불린다. 마을 곳곳에는 두루미 조형물이 설치되어 있다.
철원평야에서 철원오대쌀을 생산하며 배추, 버들골 오이, 태양초 고추, 버들골 찰옥수수 등을 생산하고 판매하며 수입을 얻는다.

##### 정연리 마을(강원특별자치도 철원군 갈말읍)
6.25전에 평강군 남면이었던 곳으로 다른 민북마을처럼 인위적으로 조성된 마을이 아니라 고향주민들이 직접 세운 마을이다. 전쟁 후 동송읍 화지리, 이평리, 갈말읍 지경리, 토성리 등에 살던 주민들이 출입 영농을 통해 단계적으로 이곳에 들어오다 1971년 12월 10일 재건촌을 건립했다. 한탄강 상류인 화강과 한탄천이 합류하는 지점에 주택 60동을 건립하고 120세대가 입주하였다. 출입 영농은 1950년대 후반부터 이루어졌었고 1979년 68세대가 이길리로 분가하였다.
1996년과 1999년 두 차례에 걸쳐서 수해로 피해를 입었다. 금강산으로 가는 철길이 남아 있다. 고령인구가 많아 2014년부터 건강장수마을 사업을 하고 있다.
청정 고추와 쌀(오대벼)을 주로 생산하고 이를 통해 수입을 얻는다. 마을 자생조직으로 정연 고추작목반, 정연 오대쌀 작목반이 존재한다.

##### 유곡리 마을(강원특별자치도 철원군 근북면)
1973년 정부가 체제 강화 목적으로 통일촌이라는 이름 하에 민간인 30세대와 군인 30세대를 입주시켰다. 철원 군청에 입주신청을 하고 심사를 통해 입주했는데 경쟁률이 15:1 정도였다. 입주 초기 논 3천 평, 밭 3천 평, 소 한 마리를 나누어 주었다. 1983년 특별조치법 이후로 토지분쟁이 시작되어 주민들 대부분(자기 땅을 갖고있는 사람이 몇 사람 안 된다)이 임대료를 지불하고 농사를 지었다. 소유자가 없는 땅은 국유지 상태로 되어있다.
주로 벼농사와 고추 농사를 짓는다. 고추 마을로 불릴 정도로 고추를 많이 재배하고 그 상품 가치도 인정받고 있다. 이 외에도 토마토, 피망 등을 재배하기도 하며 콩, 들기름, 배추 등을 택배를 이용하여 판매한다.

##### 생창리 마을(강원특별자치도 철원군 김화읍)
생창리는 1970년 103가구가 입주하였다. 생창리 출신의 원주민 3가구를 제외하고는 모두 제대한 군인 출신으로, 예비군의 성격이 강한 마을이었다. 입주 초기에는 예비군의 역할과 농사일을 병행했다. 황무지를 개간하는 일은 여느 민통선 마을과 다르지 않았다. 생창리의 토지분쟁은 다른 형태로 진행되었다. 특별조치법이 시행되고 나서 주민들이 개인이나 국가로부터 토지를 매입하였다. 그러나 2000년 들어와서 원소유자가 일제시대 등기를 가지고 나타나는 일들이 벌어졌다. 특별조치법 시행 초기에 국가와 개인이 미복구땅에 대해 임의로 등기를 내고, 그것을 다시 주민들에게 팔았던 것이다. 그렇게 토지 분쟁을 겪기도 했다. 대부분 주민들이 임대료를 내고 농사를 짓고있다.
2016년 5월 철원 DMZ평화생태공원이 개장했다. DMZ를 조망할 수 있는 13km 십자탑 코스와 9km의 생창리~용양보 코스 2곳의 생태탐방 코스를 조성 운영 중이다.
벼농사와 고추 농사도로 주로 수입을 얻는다. 또한 간간히 소를 키우는 곳도 볼 수 있다.

##### 마현리_1,2리(강원특별자치도 철원군 근남면)
마현 1리는 1959년 사라호 태풍으로 집을 잃은 경북 울진군 근남면(당시는 강원도) 주민이 1960년 이주해 정착한 마을로 ‘철원 속의 울진’이라 불리기도 한다. 이주민들이 고향을 잊지 않기 위해 울진 근남면을 따 이름 지었다는 설이 있지만 사실이 아니다. 마현 1리와 달리 마현 2리는 민통선 북방 전략촌을 만들고, 유휴농경지를 개발해 식량을 증산할 목적으로 1968년 8월 조성됐다. 연립주택 30동을 지어 60가구가 입주했다. 입주민은 인근 군부대 제대 군인 출신이었다.
2003년 당시 마현리는 전체 884명 중 20명가량의 지뢰 사고 피해자가 있는 것으로 나타났다. 앞산 천불산 자락에는 남북 분단 현장을 한눈에 볼 수 있는 승리 전망대가 있다. 이 전망대에서 금강산 철도, 아침마을 등 북한의 모습을 살펴볼 수 있다.
마현 1, 2리는 남으로 대성산 북으로는 천불산, 비조봉에 둘러싸인 분지 지형으로 일조량이 풍부하고 낮과 밤의 기온 차이가 크다. 이러한 이유로 당도 높은 과채류가 생산된다. 90년대 후반부터 비닐하우스 농사를 짓기 시작했고 2000년대부터 파프리카, 토마토, 고추 농사를 주로 짓고 있다.

#### 접경지역
남북 분단 이후 국가 안보를 위해 지역 발전과 사유 재산에 불이익을 받아온 군사적 접적지역 및 그 인근지역을 말한다. 접경지역지원특별법에 따라 규정된 지역으로, DMZ 또는 NLL과 잇닿은 시군과 민통선 이남의 지역 중 민통선과의 거리 및 지리적 여건 등을 기준으로 정한 시군, DMZ 내 집단취락지역을 가리킨다. 행정구역상 인천광역시(강화군, 옹진군), 경기도(고양시, 김포시, 동두천시, 양주시, 파주시, 포천시, 연천군), 강원특별자치도(춘천시, 고성군, 양구군, 인제군, 철원군,화천군)의 15개 시군이 해당된다.

A. 서해 북방한계선(NLL)

#### 한강하구중립지역
육상 DMZ 이외에 임진강 하구로부터 강화도 말도에 이르는 지역은 한강하구중립지역(Neutral Zone, Hangang River Estuary)으로서 남북 공용의 특수지역으로 설정되어 있다.

#### NLL(Northern Limit Line: 북방한계선)
유엔군 사령부는 1953년 8월 30일 동해와 서해에 남한의 해군・공군 초계 활동을 한정 짓기 위한 군사통제선으로 북방한계선인 NLL을 설정했다. 실질적인 해상 경계선으로, 동해는 지상 군사분계선의 연장으로, 서해는 서해 5도(우도-연평도-소청도-대청도-백령도)와 북한지역 중간선을 기준으로 설정했다.

### 자연환경
DMZ 인접지역에는 식생우수지역, 습지, 희귀식물군 서식지, 자연경관지 등다양하고 중요한 자연 생태지역이 존재하며 고등식물과 척추동물 2,930여 종이 서식・분포한다. 이는 한반도에 서식・분포하는 동식물의 30%에 해당하며 두루미, 저어새, 수달, 산양 등 보호가 절실한 멸종위기 종 82종이 포함되어 있다. 특히 한강하구중립지역은 주요 철새들을 보호하기 위해 국제적으로 주목하고 있는 지역이며 2006년 한강하구습지보호구역으로 지정됐다.
DMZ는 한반도의 허리 248km가 동서로 끊어지지 않고 연결된 생태계, 즉 동서생태축으로서 남북생태축인 백두대간과 함께 한반도의 핵심 생태축이다.동서생태축은 크게 다음의 세 지역으로 나뉜다. 첫째 중동부 산악지역이다. 백두대간부터 한북정맥까지의 북한강 유역으로 높은 산과 울창한 숲으로 이루어져 있고, 향로봉 일대는 원시림에 가까운 생태계를 유지하며, 대암산 정상부에는 국내 유일의 고층습원(용늪)이 있다. 둘째 중서부 내륙지역이다. 한탄강 유역 화산지대인 철원평야와 연천을 포함하며 임진강이 있고 두루미와 재두루미가 겨울을 지낸다. 셋째 서부지역이다. 한강 및 임진강 하구를 포함해 대규모 습지와 갯벌이 발달한 기수지역으로 한강하구는 남한에 남은 마지막 자연하구이다. 이를 볼 때 DMZ 일원의 서식처 및 토지 피복은 산악지형인 동부지역부터 하구와 갯벌의 평탄지형인 서부지역에 걸쳐 동고서저를 이루는 것을 알 수 있다.

## 국외 비무장지대

### 올란드 제도

핀란드 국기

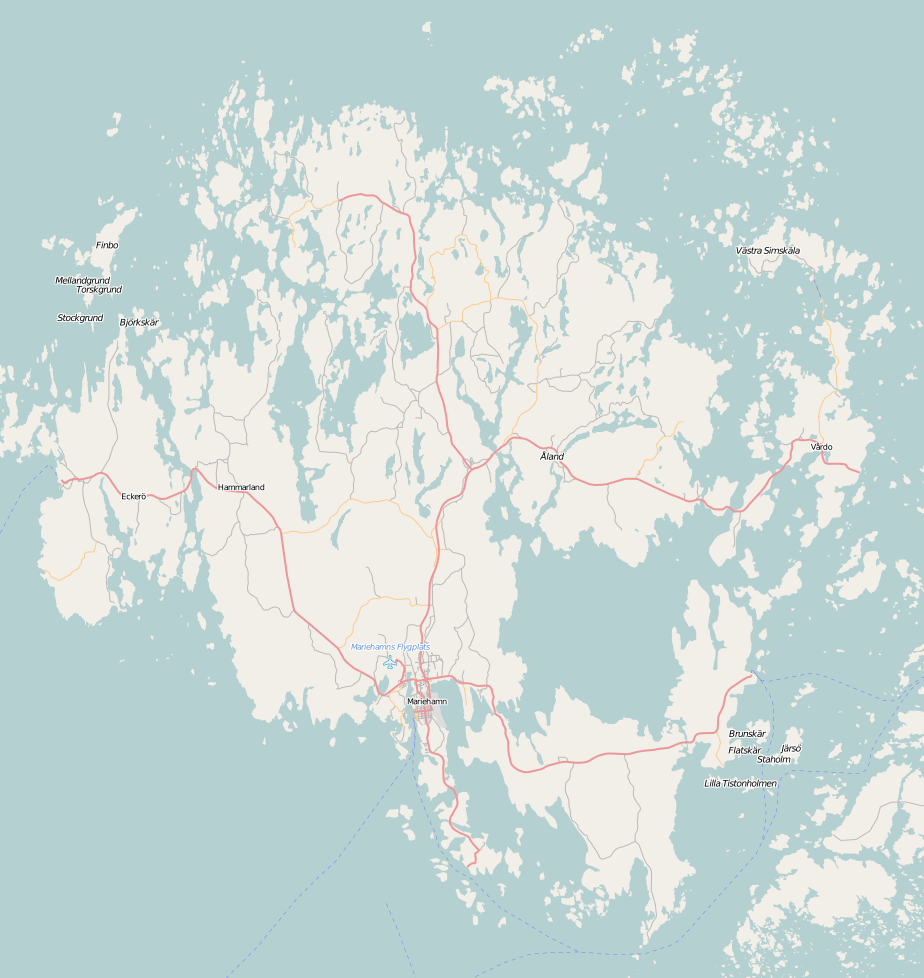
올란드 제도 위치

올란드 제도(스웨덴어: Landskapet Åland 란스카페트 올란드[*])는 발트해 북쪽 보트니아만 어귀에 자리잡은 제도이자 핀란드의 자치령이다. 수도는 마리에함이며 핀란드어권에서는 아흐베난마 제도(핀란드어: Ahvenanmaan maakunta 아흐베난만 마쿤타[*])라고 부른다. 공용어는 스웨덴어이다. 핀란드에서 면적이 가장 작은 지역이며 핀란드 전체 인구의 0.5%, 넓이의 0.49%를 차지한다.
올란드 제도는 주 섬인 파스타 올란드(Fasta Åland, 인구의 90%가 거주함)와 6500개 이상의 암초와 섬들로 구성된 동쪽 군도로 이루어져 있다. 파스타 올란드는 스웨덴 해안에서 서쪽 오픈 워터(open water)의 40킬로미터까지 구분된다. 동쪽의 올란드 제도는 사실상 핀란드의 다도해와 인접해 있다. 올란드 제도 유일의 내륙 국경은 스웨덴과 국경을 공유하는 메르케트섬에 있다.
1809년 9월의 프레드릭스함 조약 이후에 패전국 스웨덴은 러시아 제국에 일부 영토를 양도했다. 그 결과 핀란드의 다른 지역과 마찬가지로 올란드 제도는 반자치 상태인 핀란드 대공국의 일부가 되었다. 이후 1832년부터는 섬이 요새화되기 시작했으며, 크림 전쟁 중인 1854년 영국-프랑스 연합군에 의해 점령당해 파괴되었다. 크림 전쟁 이후에 체결된 파리 조약에 따라 올란드 제도는 비무장 지대로 공인되었다. 이후 핀란드가 독립하면서 올란드 제도는 핀란드 영토에 속하게 되었으나, 이 과정에서 분쟁이 일어난다.
올란드 제도의 자치는 1921년 국제 연맹에 의해 공인되었고 1995년 핀란드의 유럽 연합 가입에 관한 조약에서 다시 확인되었다. 법률에 따라 올란드 제도는 정치적으로 중립 지역으로 남아 있으며 올란드 제도의 주민들은 핀란드의 병역 의무 및 핀란드 방위군 복무 의무 등이 면제되었다. 1920년에는 핀란드 국회가 올란드 제도의 자치권에 관한 법률을 제정하면서 광범위한 자치권을 부여받았다. 이 법률은 1951년과 1991년에 같은 이름의 법률로 개정되었다.

### 남극
남극은 남극조약에 따라 남위 60도 남쪽을 말한다. 남극은 남극반도를 포함한 남극대륙 본토와 빙붕과 섬들과 남빙양(南氷洋)인 바다로 되어있다. 과거 남위 60도 북쪽의 남빙양은 국제수로기구(國際水路機構 International Hydrographic Organization IHO)의 결정에 따라 태평양과 대서양과 인도양의 일부로 편입되었다. 그 결과 남위 60도 남쪽의 바다만 남빙양으로 남게 되었다. 남극권(南極圈)인 남위 66.5°보다 남쪽에서는 하루 24 시간이 낮이거나 밤인 날이 있다(그림 1). 이 현상은 남쪽으로 갈수록 점점 많아진다. 그러나 남위 66.5도보다 북쪽에서는 하루 24 시간이 낮이거나 밤인 날이 없이, 하루에 낮과 밤이 다 있다.
영국이 1908년 남극영유권(南極領有權)을 주장한 이래, 오스트레일리아, 뉴질랜드, 노르웨이, 프랑스, 아르헨티나, 칠레를 비롯한 7 개국이 발견, 역사적 승계, 지리적 연결, 탐험 같은 이유로 20세기 전반에 남극영유권을 주장했다. 그러나 1961년 6월 21일 비준된 남극조약에서는 영유권을 부정도 하지 않고 인정도 하지 않았다. 미국과 러시아는 영유권을 주장할 이유가 있지만 주장하지 않고 다른 나라의 주장을 인정도 하지 않는다. 나아가 남극조약에서는 앞으로는 새로운 영유권을 주장하지 못하게 되어 있다. 또한 남극조약에서는 남극을 과학연구를 위한 평화로운 곳으로 규정했다. 남극에 관한 과학연구는 남극과학연구위원회(南極科學硏究委員會 Scientific Committee on Antarctic Research SCAR)가 논의하고 조정한다. 고래를 제외한 남극수렴선 남쪽에 있는 남극해양생물들은 남극해양생물자원보존협약(南極海洋生物資源保存條約 Convention on the Conservation of Antarctic Marine Living Resources CCAMLR)에 따라 보호되고 관리된다. 남위 60도의 북쪽부터 남극수렴선까지를 아남극(亞南極 Subantarctic)이라고 한다. 아남극이 국제법에서는 남극이 아니지만, 남극해양생물자원보존협약에서는 그 협약이 아남극에 적용된다. 지하자원은 남극조약협의당사국회의(南極條約協議當事國會議 Antarctic Treaty Consultative Meeting ATCM)의 결정에 따라 2048년까지 개발이 금지되어있다.
남극은 인류공동(人類共同)의 유산(遺産)이 아니다. 이는 마치 한반도(韓半島)가 한민족(韓民族)의 유산이지 인류공동의 유산이 아닌 것과 같은 이유이다. 따라서 모든 나라가 남극에 권리가 있는 것이 아니다. 남극조약에 가입하고 남극조약협의당사국이 되어야 남극에 관한 의견을 개진할 수 있고 결정권을 행사할 수 있다. 남극조약에는 가입하기가 그렇게 어렵지 않으나, 남극조약협의당사국(南極條約協議當事國 Antarctic Treaty Consultative Party ATCP)은 "남극연구를 실제" 해야 하므로 자격을 얻기 쉽지 않다. 남극조약협의당사국 회의에서 결정은 당사국 전원이 찬성해야 가결된다는 점에서 특이하다. 2018년 기준 대한민국을 비롯한 29 개국이 남극조약협의당사국이며 53 개국이 남극조약에 가입했다.

#### 남극조약
남극과 그 주변의 평화적 이용과 과학연구의 자유보장을 명시한 조약으로, 1959년 10월 12개국이 체결한 국제조약이다. 이는 남극의 군사사용 금지 및 영유권 주장 동결, 과학조사의 자유 보장 등의 내용을 담고 있으며, 전문과 14개 조항으로 이뤄져 있다. 

### 이들리브

시리아 국기

이들리브 주(州)의 주도이다. 시리아 제2의 도시인 알레포 시(市)로부터 남쪽으로 55km 떨어진 곳에 위치해 있다. 시리아와 터키 간의 국경지역인 이곳은 해안과 가까우며 고대부터 해상 교역로가 육상 교통로로 이어지던 곳이었다.
선사시대부터 인류가 거주했던 흔적이 남아있으며, 이들리브 근교의 텔 마르디크(Tel Mardikh) 언덕에서 BC 3000년 경의 고대 도시국가인 에블라(Ebla) 가 존재했었음을 보여주는 설형문자 점토판이 출토되었다. 현재 이들리브 박물관에 전시되어 있는 이 점토판의 설형문자는 수메르 혹은 아카드 문명권에서 사용되던 것으로 추정된다. 에블라 유적 외에도 그리스-로마 시대의 유적을 비롯한 고고학적 유적지가 다수 분포하고 있으며 보존 상태도 양호하여 관광지로도 주목받고 있다.
토양이 비옥하여 예로부터 농업 생산량이 풍부했으며, 시리아 경제에서 중요한 역할을 하고 있다. 주요 산물로는 올리브, 면화, 밀, 참깨, 포도, 토마토, 아몬드 등이 있으며, 주요 생산물을 이용한 올리브유 착유 산업과 면섬유 방직 산업 등이 발달해 있다.
2018년 초, 시리아 동부에서 ISIL이 패배한 후, 시리아 정부와 그 동맹국들은 남서부의 반군에 대한 공격을 강화했다. 1월의 Beit Jinn 공세 이후, 동부 칼라문 공세(2018년 4월) 후 정부와의 "화해"를 거부한 반군 전사들은 Idlib로 대피했다. 12월 23일, 3월 24일 동시에 반군과 HTS 전투기는 긴 Rif Dimashq 주 전역에서 항복했고, 약 20,000명에 달하는 반군은 Idlib, Afrin 및 Al-Bab 지역으로 이송되었다. 2018년 7월 말, 시리아 정부군과 동맹군은 2018년 남부 시리아 공세에서 남부 전선을 점령했다. 화해를 거부한 반군은 다시 이들립으로 이송되었다. 그 후, 시리아 정부는 이들립 외곽에서 군대를 집결하기 시작했고, 8월 초 반군이 장악한 지역에 포격을 시작했다. 반군은 다가오는 공세를 위해 방어 시설과 참호를 건설했다.
2018년 9월 4일, 최소 10대의 러시아 수호이 항공기가 이들립 주 남부와 서부 지역에 수십 차례의 공습을 가해 이 지역에서 가장 큰 폭격을 가했다. 러시아의 공습은 특히 Al-Shughour, Mahambel, Basnkoul, Zaizooun, Ziyarah, Jadariiah, Kafrdeen, Al-Sahn, Saraseef 및 기타 수십 개를 포함한 Jisr al-Shughur 지역을 목표로 했다. 러시아 공군은 첫날 50~70회 이상의 공격을 기록했다. 친정부 소식통에 따르면 이 공격으로 최소 11명의 민간인이 사망하고 24명이 부상당했다고 한다. 다음 날, 시리아 아랍군(SAA) 최고 사령관 중 한 명이 이들립, 하마, 라타키아에서 다가오는 공세를 위해 시리아 북부에 도착했다. 정부가 탈환한 지역을 방문하기 위해 알레포 지역으로 갔다. 터키는 최전선에서 더 많은 군대를 파견하고 방어력을 강화하기 시작했으며, 정부와 러시아에 그들의 군대가 공격을 시작하면 새로운 난민 물결이 발생할 것이라고 말하면서 인도주의적 재앙에 대해 경고했다. 9월 13일 블라디미르 푸틴 러시아 대통령이 이란에서 레제프 타이이프 에르도안 터키 대통령을 만나 앞으로의 방안을 논의할 것이라고 발표했다.
영국의 파이낸셜타임스(FT) 등 외신은 블라디미르 푸틴 러시아 대통령과 레제프 타이이프 에르도안 터키 대통령이 러시아 소치에서 만나 4시간이 넘는 장시간 마라톤협상 끝에 시리아 정부군과 반정부군의 군사 충돌을 막기 위해 이같이 합의했다고 전했다. 이 비무장지대 합의로 인해 러시아군과 시리아 정부군의 이들리브 일대에 대한 전면적인 공격은 일단 피할 수 있게 됐다.

### 골란 고원
골란고원은 고대 로마 시대에는 바그다드·다마스쿠스와 지중해 연안을 잇는 대상로(隊商路)였다. 그러다 7세기경 아라비아인에 의해 정복돼 현재의 아라비아어 명칭이 붙게 되었다. 동쪽으로 시리아, 서쪽으로 이스라엘, 남쪽으로 요르단, 북쪽으로 레바논과 맞닿은 1800km2 면적의 광대한 고원 지역이다. 1967년 6월 3차 중동전쟁 당시 이스라엘이 시리아로부터 빼앗아 1981년 자국 영토로 병합하면서 현재까지도 양국의 갈등이 계속되고 있다.

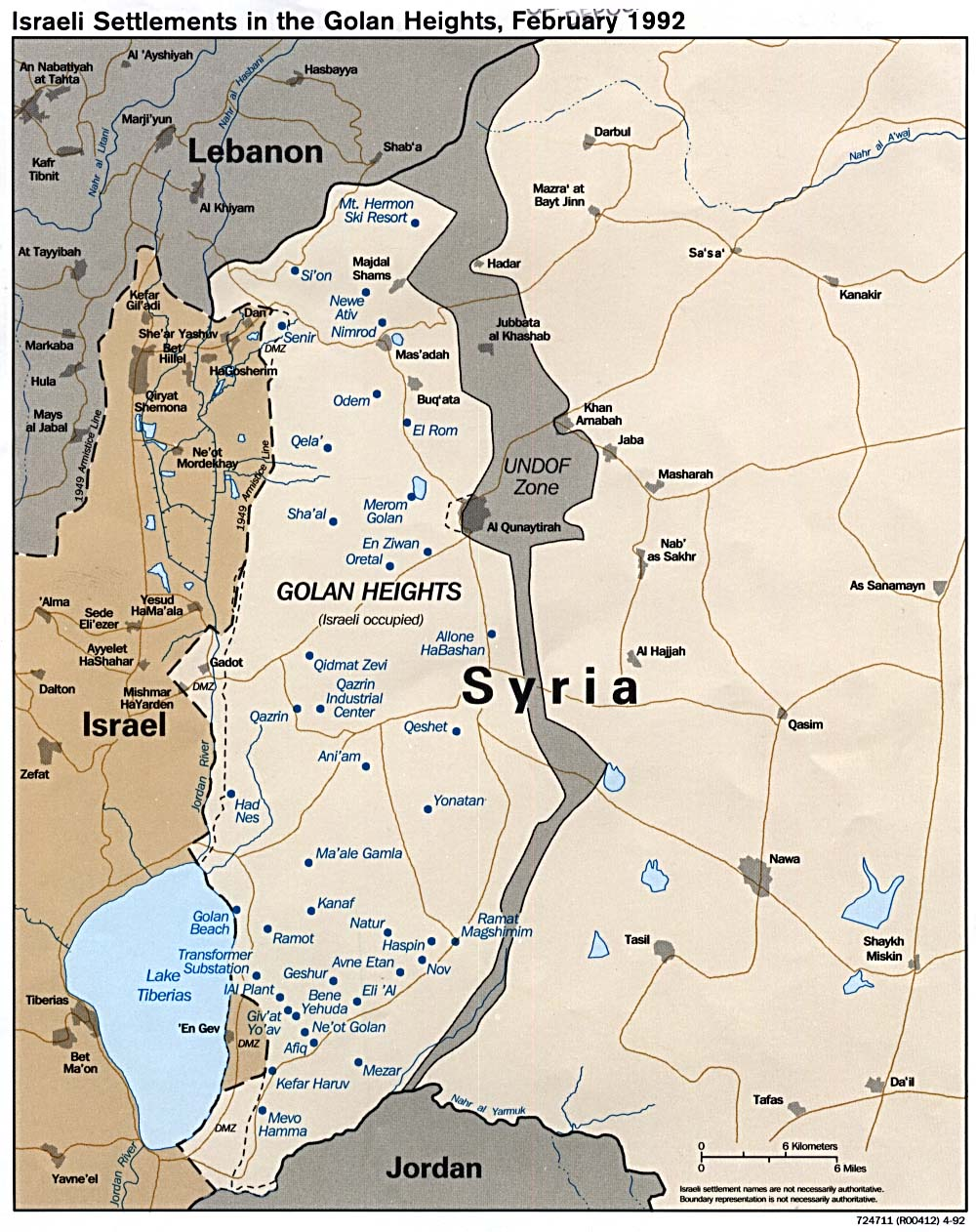
골란 고원 지도

현대에 들어와서는 1916년 사이크스피코 협정에 의해 시리아 영토가 되었으며, 1948∼49년 제1차 중동전쟁 이후 시리아의 군사요새가 되었다. 하지만 1967년 제3차 중동전쟁 이후 이스라엘에 의해 점령되었고, 이때부터 이스라엘-시리아 양국 적대관계의 핵심요소가 됐다. 이후 시리아는 골란고원을 되찾기 위해 1973년 이집트와 함께 이곳을 기습공격하여 4차 중동전쟁인 ‘욤 키푸르(유월절) 전쟁’이 발발하게 된다. 하지만 이스라엘이 승리하면서 시리아는 골란고원을 되찾는 데 실패하였고, 이스라엘은 1981년 골란고원을 자국 영토로 병합한다고 선언하였다.

이에 시리아는 이스라엘군의 점령지 내 철군을 계속 요구했고, 이스라엘은 1995년 평화와 안보를 보장받는 대가로 철군할 의사가 있음을 시사했다. 그리고 1996년 양국 간 평화협상이 시작되었고, 2000년 당시 에후드 바라크 이스라엘 대통령과 하페즈 알아사드 시리아 대통령이 골란고원의 상당 부분을 시리아에 반환하기로 상당 부분 의견을 모았다. 하지만 반환 규모에 대한 양측의 이해 차이 및 이스라엘이 시리아 측에 팔레스타인무장단체들의 사무실 폐쇄와 테러단체 지원 중단 등을 요구하면서 협상은 결렬되었다.

## 같이 보기
- 한반도 비무장 지대
- 비행금지구역
- 에게해 제도
- 올란드 제도
- 남극
- 세우타 보더 펜스(Ceuta border fence), 멜리야 보더 펜스(Melilla border fence)
- 드네스테르 밸리 안전 지대(Dniester Valley Security Zone)
- 그라운드 세이프티 존(Ground Safety Zone)
- 쿠웨이트-이라크 장벽
- 프레아 비헤아르 사원
- 시나이반도
- 스발바르 제도
- 수단
- 유엔 키프로스 완충 지대
- UNDOF 존
- 이들리브 비무장지대(Idlib demilitarization agreement zone)
- 시리아 북부(Northern Syria Buffer Zone)

## 참고 문헌
- Bermudez, Joseph S. (2001). 《Shield of the Great Leader. The Armed Forces of North Korea. The Armed Forces of Asia.》. Allen & Unwin.
- Elferink, Alex G. Oude (1994). 《The Law of Maritime Boundary Delimitation: a Case Study of the Russian Federation. Dordrecht: Martinus Nijhoff.》.
- Jung, Jin-Heon (2014). 《"Ballooning Evangelism: Psychological Warfare and Christianity in the Divided Korea"》. Max Planck Institute.